# Punctiscala cerigottana
Punctiscala cerigottana is een slakkensoort uit de familie van de Epitoniidae. De wetenschappelijke naam van de soort is voor het eerst geldig gepubliceerd in 1896 door Sturany.